# 's Lands Zeemagazijn

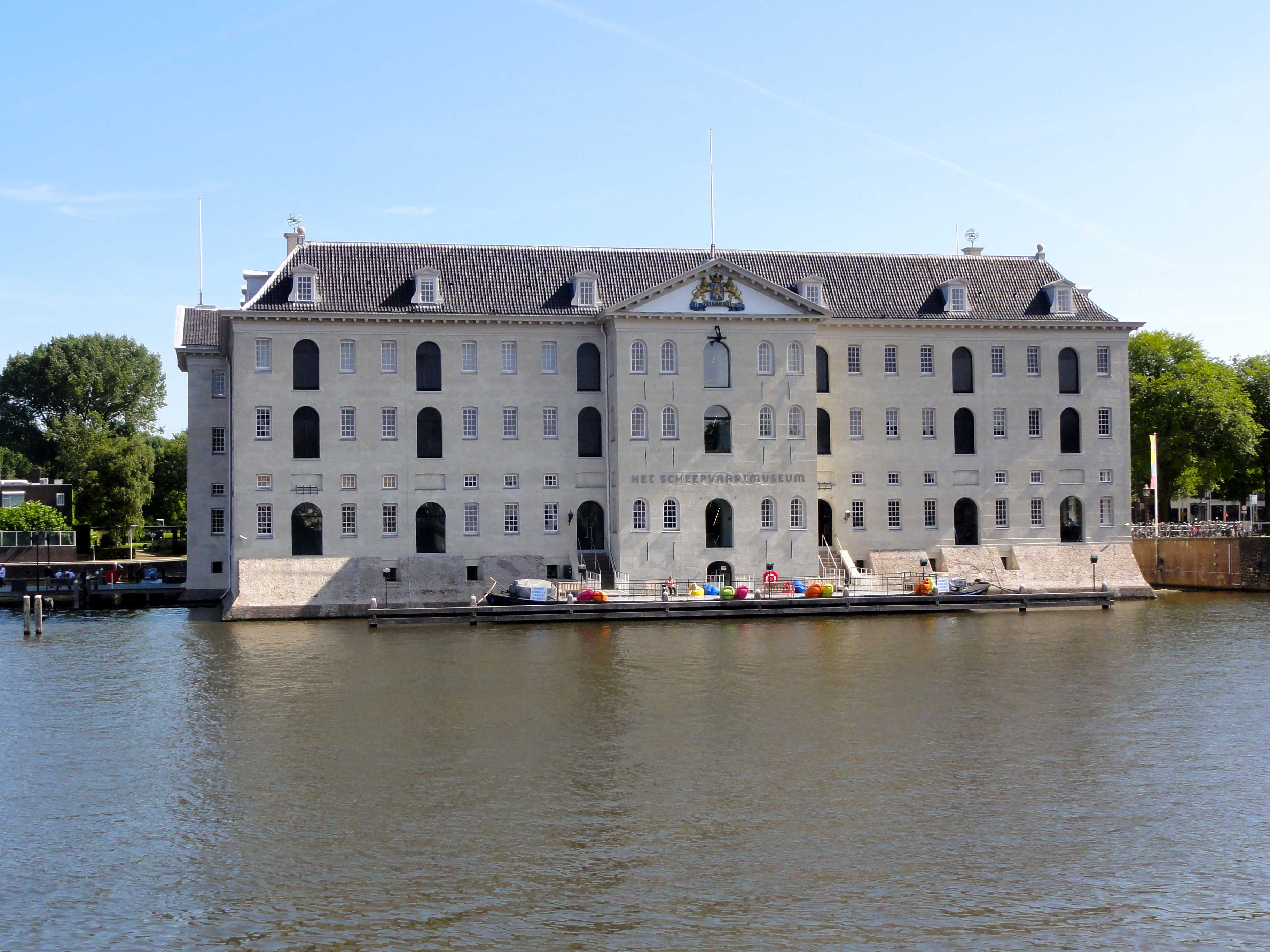
's Lands Zeemagazijn in 2012

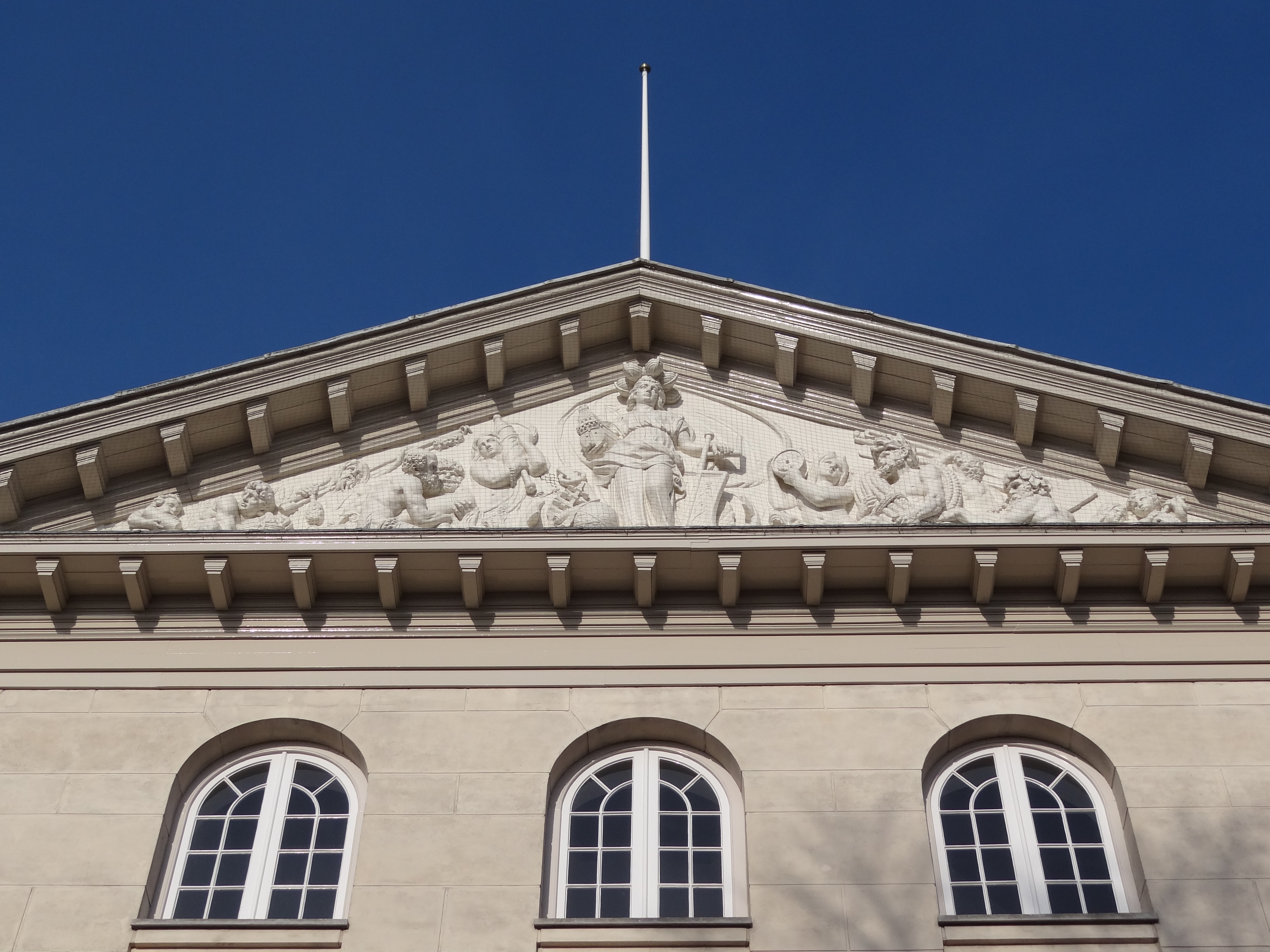
Middenrisaliet met timpaan

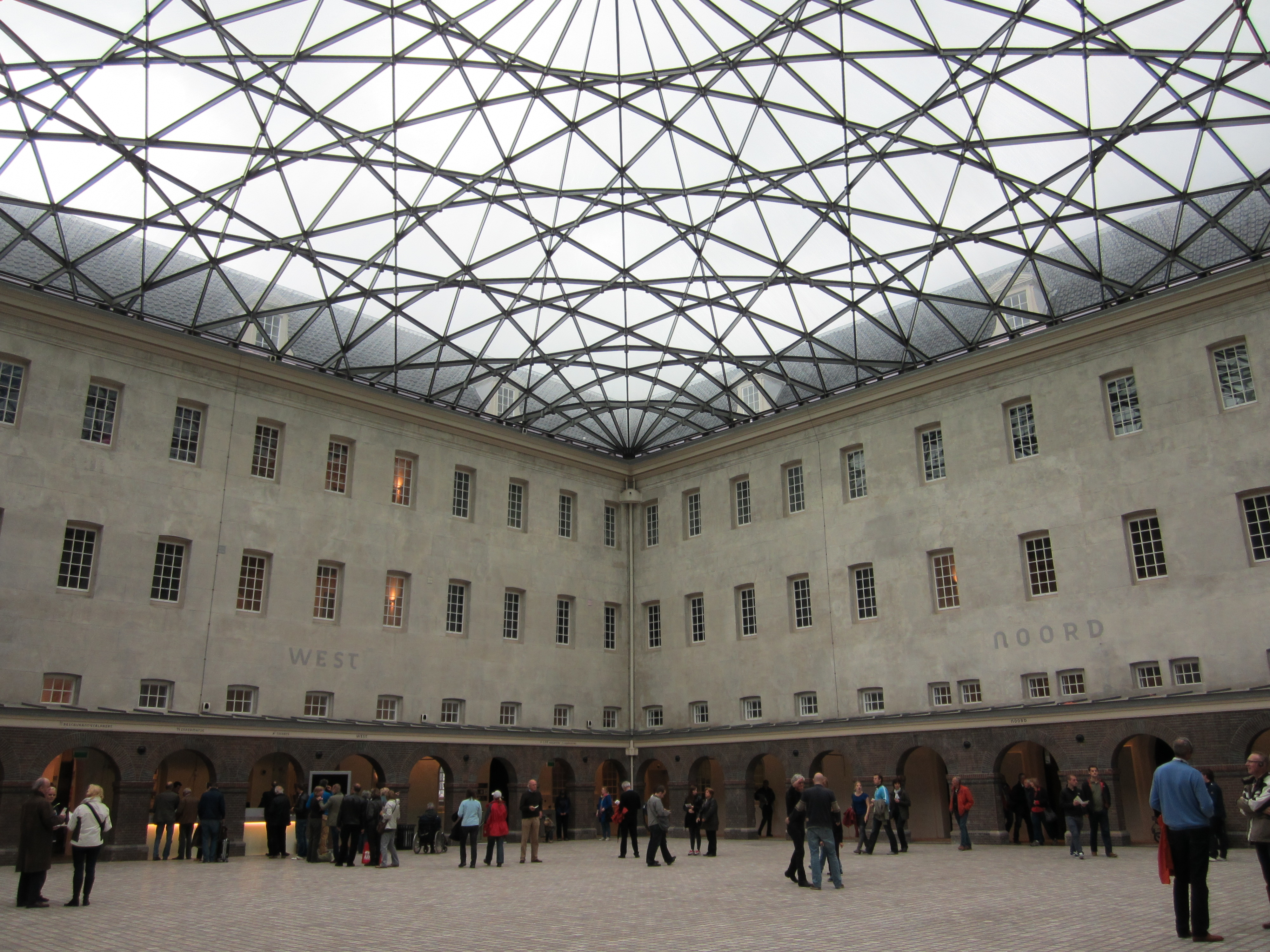
De sinds de verbouwing in 2011 overdekte binnenplaats van het gebouw

 's Lands Zeemagazijn, ook Admiraliteits Magazijn genaamd, is een 17e-eeuws gebouw aan het Kattenburgerplein in Amsterdam. Het Hollands-classicistisch gebouw werd in 1655-1656 gebouwd onder leiding van Daniël Stalpaert als magazijn van de Admiraliteit van Amsterdam.
's Lands Zeemagazijn is het grootste nog bestaande pakhuis uit de 17e eeuw en is aangewezen als rijksmonument. Het is sinds 1973 in gebruik als het Scheepvaartmuseum.

## Beschrijving
Het gebouw is vierkant en bestaat uit vier vleugels rondom een binnenplaats. Het gebouw oogt symmetrisch, maar is het niet: de vleugel aan het Kattenburgerplein is half zo diep als de andere drie vleugels. Het is gebouwd in de stijl van het Hollands classicisme, waarvan het belangrijkste voorbeeld het voormalige stadhuis is: het Paleis op de Dam van Jacob van Campen. Dat gebouw was vanaf 1648 in aanbouw en was nog niet gereed toen Stalpaerts Zeemagazijn werd opgetrokken. Behalve het Zeemagazijn bouwde Stalpaert ook mee aan de verderop gelegen Oosterkerk (1669/'71). In tegenstelling tot het rijk versierde Paleis was 's Lands Zeemagazijn sober uitgevoerd. Het uiterlijk van het magazijn met de luikenrijen onder elkaar laat duidelijk de pakhuisfunctie zien. Stalpaert was de eerste die een zuiver utilitair bouwprogramma op monumentale wijze heeft belichaamd.
Het vierkante magazijn heeft vier vrijwel identieke buitengevels. Oorspronkelijk had alleen de voor- en achtergevel twee met timpanen bekroonde middenrisalieten. In de frontons zijn gebeeldhouwde figuren te zien.
Wat de allegorische figuren voorstellen, is bekend dankzij een gedicht van Vondel uit 1658 over het Zeemagazijn. Aan de landzijde is een vrouwenfiguur te zien die 's Lands Zeebewind personifieert. Ter weerszijden zijn mannen afgebeeld die voor de vloot bestemde goederen dragen, zoals touwen, een vat buskruit, een kanon, een vlag en een rolpaard (het onderstel waarop de loop van een kanon rust). Aan de achterzijde, aan het water, wordt de macht op zee en de rijkdom van Amsterdam verbeeld. Neptunus, de god van de zee, staat gearmd met 's Lands Zeebewind in het midden van de voorstelling. Watergoden dragen de goederen die de koopvaardijschepen onder een gunstige westenwind naar Amsterdam hebben gebracht. De Amsterdamse stedenmaagd neemt de goederen in ontvangst. Vermoedelijk zijn de beeldhouwwerken ontworpen door Artus Quellinus (1609-1668) en door leerlingen van zijn atelier uitgevoerd.

## Geschiedenis

### Magazijn
's Lands Zeemagazijn was het belangrijkste gebouw van de Admiraliteit van Amsterdam. Dit was een van de vijf Admiraliteitscolleges die zorgden voor bescherming op zee van de koopvaardijvloot en het grondgebied van de Republiek. De oorlogsvloot diende hiertoe te worden uitgerust, bevoorraad en onderhouden. De goederen die hiervoor nodig waren, werden in het magazijn opgeslagen, zoals scheepsbenodigdheden en wapens.
Het magazijn werd in 1656 opgeleverd onder leiding van Amsterdams stadsbouwmeester Daniël Stalpaert. De eerstesteenlegging geschiedde op 28 september 1655. Door tewerkstelling van een ongebruikelijk groot aantal timmerlieden en metselaars was het gebouw al na negen maanden gereed voor gebruik.
In 1740 verkeerde het magazijn in slechte staat. Door het gewicht van de kanonnen begon het gebouw te verzakken, waarna het door een thans nog bestaande zware gemetselde beer rondom werd gesteund. Niet alleen door de steunberen werd het gebouw verstevigd, ook werden er aan de zijkanten middenrisalieten gebouwd, waardoor het gebouw een nog symmetrischer uiterlijk kreeg. In de nacht van 5 op 6 juli 1791 ging het gebouw in vlammen op (alleen de muren bleven staan), maar werd direct daarna herbouwd door stadsarchitect Abraham van der Hart (1747-1820). Deze herbouw duurde tot 1793. De muren werden hersteld en bepleisterd in de kleur van Bentheimer zandsteen.
Door de afwerking lijkt het dat het gebouw is opgetrokken uit grote blokken zandsteen. Het gebouw deed dienst als Zeemagazijn tot 1795, toen de Admiraliteit werd opgeheven. Daarna kwam het in gebruik als Magazijn der Marine. In 1822 kreeg het magazijn een kleine klokkentoren, op de middenrisaliet aan de oostzijde. Het uurwerk en de slagklok zijn afkomstig van het poortgebouw van de destijds naastgelegen werf.
's Lands Zeemagazijn werd in 1970 aangewezen als rijksmonument.

### Renovaties
In 1968 werd besloten om het Nederlands Scheepvaartmuseum, dat toen nog gehuisvest was aan de De Lairessestraat in Amsterdam-Zuid, in het gebouw te huisvesten. De historie van het gebouw had grote invloed op deze keuze. 
- In 1972 begon een restauratie die tot 1981 zou duren, waarna het gebouw voor de huidige functie werd ingericht. In 1973 werd het in gebruik genomen als Scheepvaartmuseum.
- Tussen januari 2007 en oktober 2011 onderging het gebouw een grote renovatie waarbij het museum geheel nieuw werd ingericht. Daarbij werd ook de binnenplaats voorzien van een glazen overkapping.
- In 2022, van maart tot en met november, werd groot onderhoud uitgevoerd aan de buitengevels. De timpanen, uurwerk, gevelschildering en wit geschilderde beeldengroepen, zijn opgeknapt. De letters van twee teksten uitgehakt in de hardsteen platen in de blinde vensters aan de noordgevel, zijn opnieuw ingekleurd. De tekst luidt ‘S’LANTS MAGAZYN GEBOVWT INT IAER 1656’ en ‘TOT GEBRVYCK GEBRAGT IN NEGEN MAENDEN’[3]